# Škofja Riža
Škofja Riža este o localitate din comuna Trbovlje, Slovenia, cu o populație de 126 de locuitori.